# Gloria Ramírez (actriz)
Gloria Ramírez fue una actriz cinematográfica, radial y teatral chilena; nacionalizada argentina.

## Carrera
Ramírez fue una destacada actriz que actuó en varias películas argentinas de la década del '40 y del ’50, de las cuales tuvo el primer papel femenino en las últimas. Compartió escena junto a figuras del cine nacional como Malvina Pastorino, Ricardo Passano, Alberto Rinaldi, Oscar Sabino, Luis Ángel Firpo, Enrique Serrano, Analía Gadé, Héctor Quintanilla, Iris Portillo, entre otros.
A pesar de sus dotes artísticos y gran belleza se alejó del ambiente artístico a fines de los '50.

### Filmografía
- 1945: Cuando en el cielo pasen lista
- 1949: El ídolo del tango
- 1949: Esperanza
- 1950: Don Fulgencio (El hombre que no tuvo infancia)
- 1951: Con la música en el alma
- 1952: Nace un campeón
- 1954: Corazón fiel.[2]

### Teatro
En teatro, Ramírez, trabajó en 1944 en las obras La invasión del buen humor y Quo Vadis Argentinus?, con Antonio Botta y Sofía Bozán. También hizo en ese mismo año en el Teatro Maipo, Mis amadas hijas, al lado de Narciso Ibáñez Menta, Aída Olivier, Carmen Rodríguez, Mario Fortuna, Manuel Barbera, Giselle Dux, Severo Fernández, Antonio Botta, Alberto Anchart, Sofía Bozán y Dringue Farías, entre otros
En 1946 trabaja en las obras Hay ensueños que son mulas y  ¡Que frío andar sin saco! con la "Compañía Argentina de Grandes Revistas" con Marcos Caplán, Sofía Bozán, Dringue Farías, Thelma Carló, Mario Fortuna, Aída Olivier, Luis García Bosch, Amalia Montero y el ballet del T. Maipo.
Hizo dos obras en 1949 bajo la "Compañía teatral de Francisco Canaro", ambas estrenadas en el Teatro Casino:
- La comedia musical Con la música en el alma , junto a un amplio elenco que incluía a los actores Alberto Dalbes, Francisco Carcavallo, Mecha Delgado, Olga Gatti, Ángel Eleta, Perla Grecco, Homero Manzi, Ubaldo Martínez, Vicente Forastieri, y Félix Mutarelli, y los músicos Francisco Amor y Antonio De Bassi.[4]
- Con la batuta en la mano, junto con Félix Mutarelli, Antonio Bassi, Alberto Castillo, Mecha Delgado, Vicente Forastieri, Ángel Aleta, Perla Grecco, Lalo Malcolm, Homero Manzi, Fidel Pintos, Andrés Poggio y Antino Prat.

En 1950 estuvo en la obra La camiseta amarilla en el Teatro Presidente Alvear, junto con Héctor Calcagno, Aída Luz y Fernando Ochoa.